# Wehner Tibor (zongoraművész)
Wehner Tibor (Budapest, 1918. december 3. – Budapest, 1977. április 11.) magyar zongoraművész, a Zeneakadémia tanára.

## Életpályája
Édesapja Wehner Géza (1888–1947) orgonaművész volt. Középfokú tanulmányait a Ciszterci Rend Szent-Imre-Főgimnáziumában végezte. A Zeneakadémián Keéri–Szántó Imrénél és Dohnányi Ernőnél a zongora, Kodály Zoltánnál pedig a zeneszerzői szakon tanult. 1939-ben szerzett zongoratanári és zeneszerzői, majd 1941-ben zongoraművészi oklevelet. 1942-től a Zeneművészeti Főiskolán tanított, közben egy ideig Rómában és Bécsben tanult tovább és koncertezett. 1947-ben átvette Dániel Ernő katedráját. Számos országban vendégszerepelt, így Svédországban, Csehszlovákiában, Ausztriában, Németországban, Olaszországban, a Szovjetunióban, Belgiumban. 1958-ban a moszkvai Csajkovszkij-verseny magyar zsűritagja volt. Kamaramuzsikusként is gyakran fellépett.

## Repertoárja
Bach, Mozart, Beethoven, Schubert, Schumann, Brahms, Liszt, Bartók és Kodály zongoraműveit játszotta. A hanglemezfelvételei közül a legismertebbek Liszt és Bartók-művei, valamint a Perényi Miklóssal előadott gordonka-zongoraművek.

## Díjai, elismerései
- 1957 – Liszt Ferenc-díj